# سامي هيرمان
سامي هيرمان (بالإنجليزية: Sammy Herman)‏ هو موسيقي أمريكي، ولد في 7 مايو 1903، وتوفي في 23 أبريل 1995.

## وصلات خارجية
- سامي هيرمان على موقع ميوزك برينز (الإنجليزية)